# Universidade de Shenzhen
A Universidade de Shenzhen (chinês tradicional: 深圳大學, chinês simplificado: 深圳大学) é a principal universidade pública da cidade de Shenzhen, na província de Guangdong, na China. Fundada em 1983, está localizada no distrito de Nanshan e possui dois campi, o campus de Yuehai e o campus de Lihu.

## Ex-alunos notáveis
- Ma Huateng, empresário chinês, fundador da Tencent.

## Fotos do campus

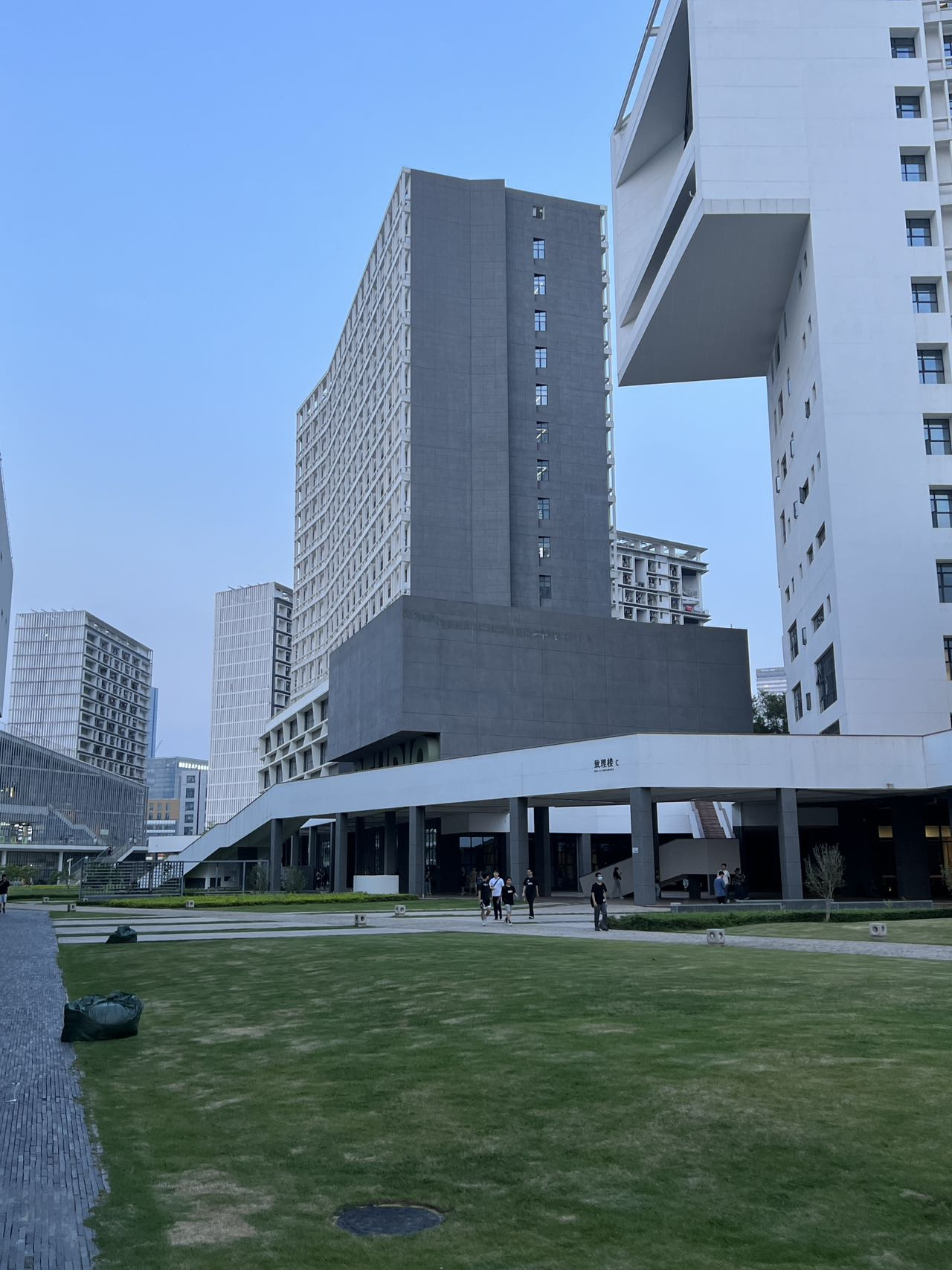
Zona Sul
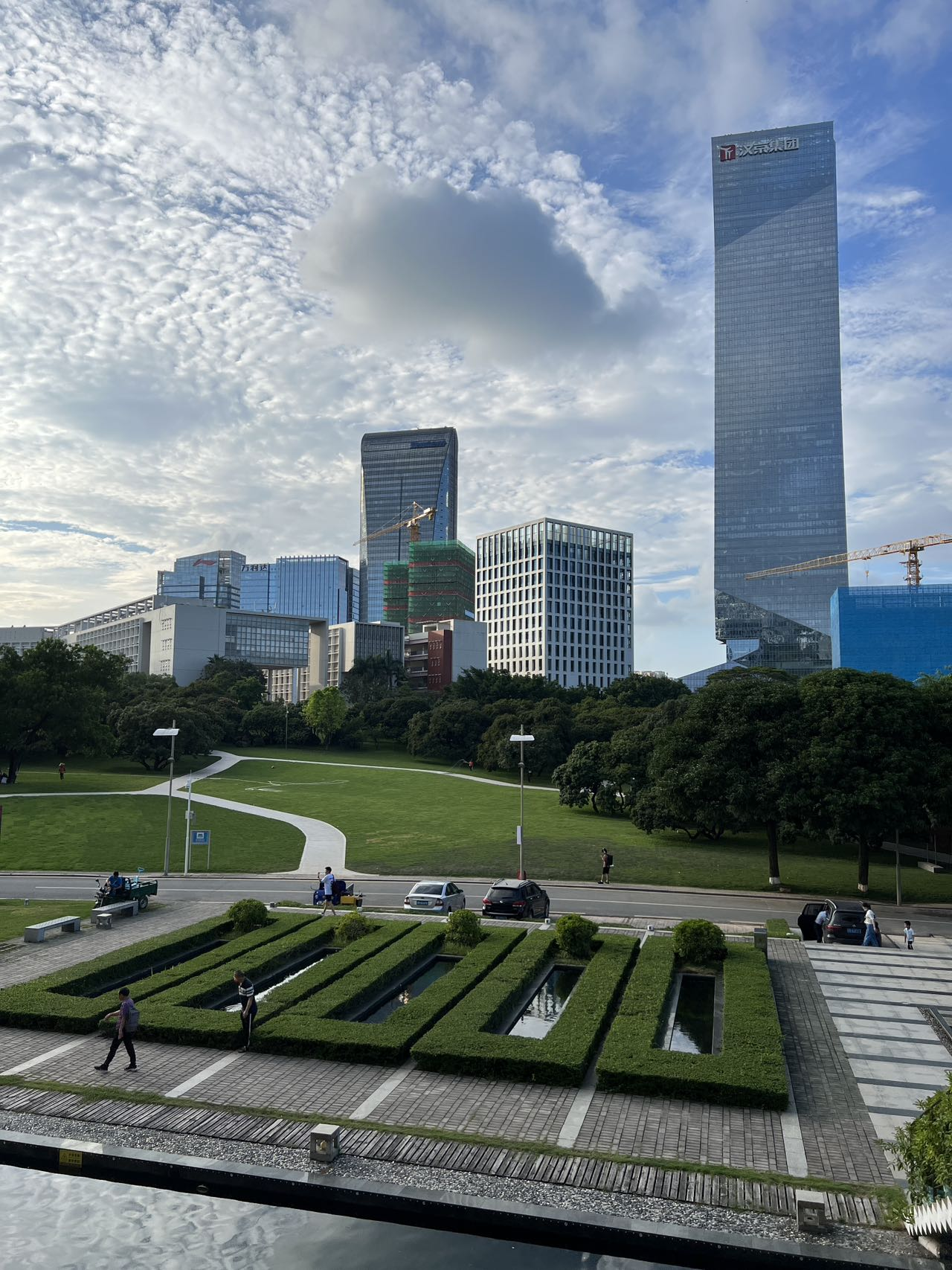
Edifício de Letras
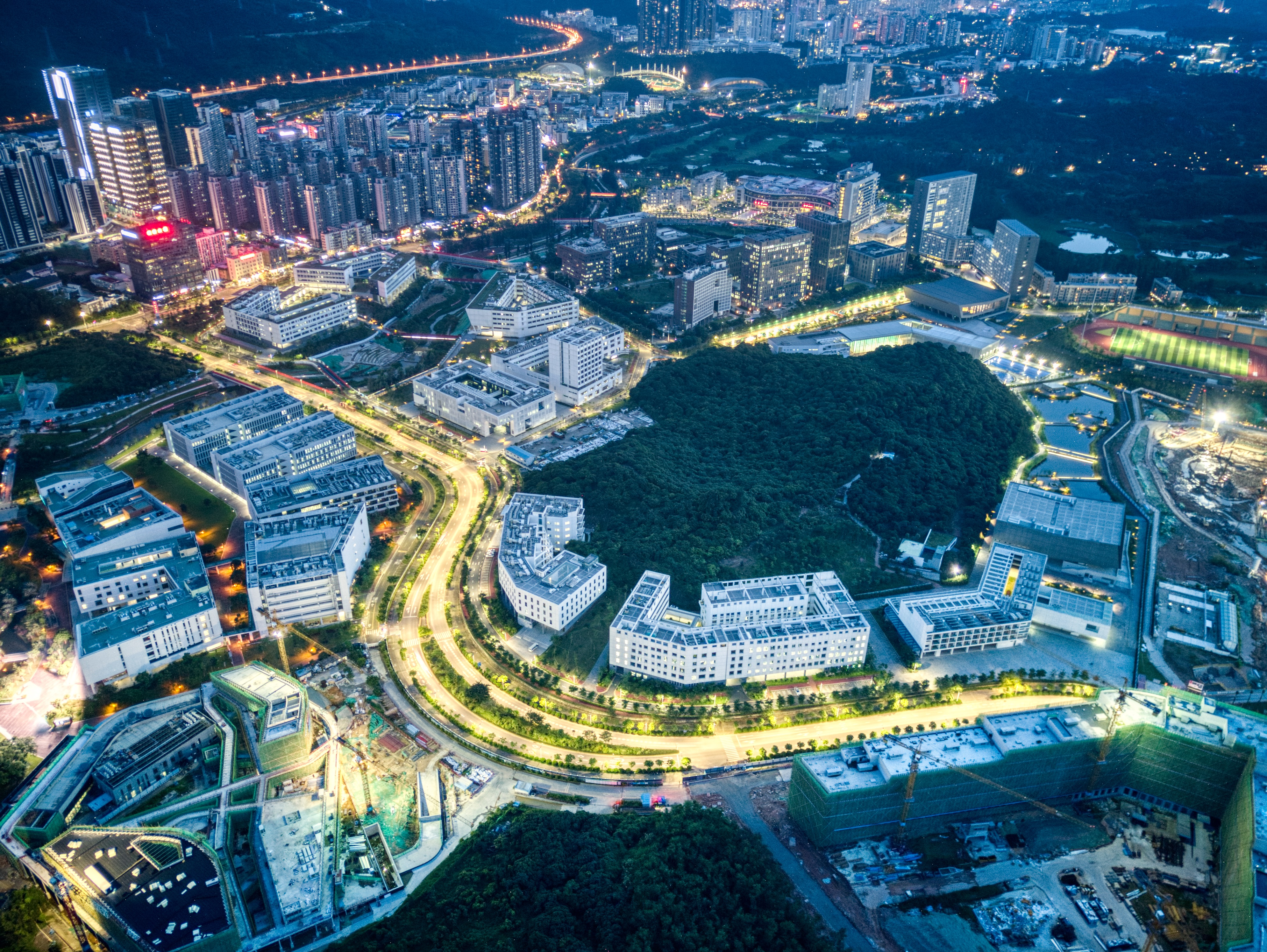
Vista Noturna
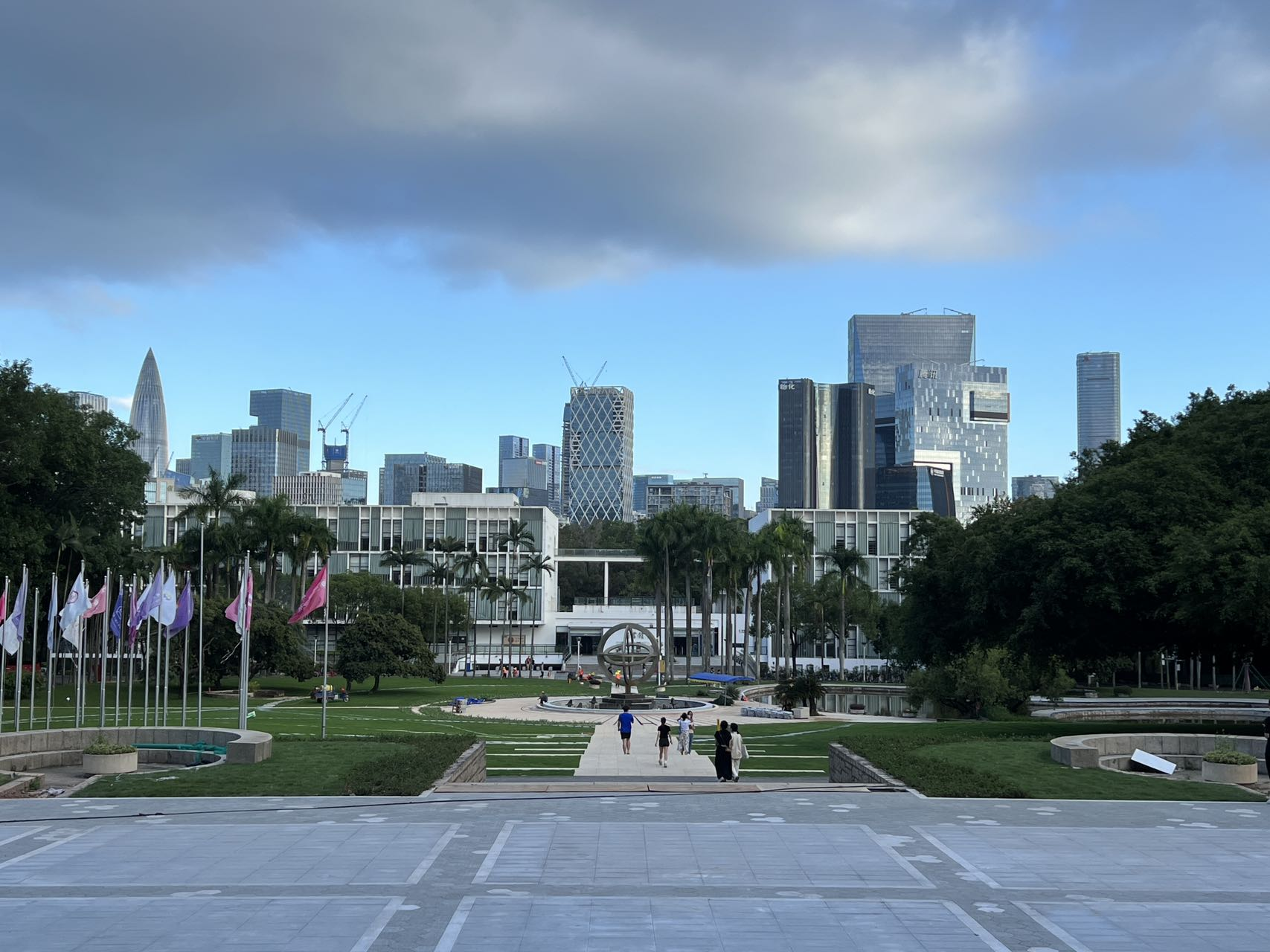
Biblioteca Sul